# Allika (Ridala)
Allika – wieś w Estonii, w prowincji Lääne, w gminie Ridala.